# Communauté de communes des Portes du Comminges
Die Communauté de communes des Portes du Comminges ist ein ehemaliger französischer Gemeindeverband mit der Rechtsform einer Communauté de communes im Département Haute-Garonne in der Region Okzitanien. Sie wurde am 14. Mai 2007 gegründet und umfasste 24 Gemeinden. Der Verwaltungssitz befand sich im Ort L’Isle-en-Dodon. Der Name des Gemeindeverbandes bezog sich auf die Landschaft Comminges.

## Historische Entwicklung
Mit Wirkung vom 1. Januar 2017 fusionierte der Gemeindeverband mit der
- Communauté de communes du Boulonnais,
- Communauté de communes Nébouzan Rivière Verdun,
- Communauté de communes du Saint-Gaudinois sowie
- Communauté de communes des Terres d’Aurignac

und bildete so die Nachfolgeorganisation Communauté de communes Cœur et Coteaux du Comminges.

## Ehemalige Mitgliedsgemeinden
1. Agassac
2. Ambax
3. Anan
4. Boissède
5. Castelgaillard
6. Cazac
7. Coueilles
8. Fabas
9. Frontignan-Savès
10. Goudex
11. Labastide-Paumès
12. Lilhac
13. L’Isle-en-Dodon
14. Martisserre
15. Mauvezin
16. Mirambeau
17. Molas
18. Montbernard
19. Montesquieu-Guittaut
20. Puymaurin
21. Riolas
22. Saint-Frajou
23. Saint-Laurent
24. Salerm